# Uganda tại Thế vận hội
Uganda tham dự Thế vận hội lần đầu tiên năm 1956, và đã liên tục gửi các vận động viên (VĐV) tới các kỳ Thế vận hội Mùa hè kể từ đó, trừ lần nước này tẩy chay Thế vận hội Mùa hè 1976. Uganda chưa từng tham gia Thế vận hội Mùa đông.
Quốc gia này đã có 7 tấm huy chương Thế vận hội, đều thuộc về các môn điền kinh và quyền Anh.
Ủy ban Olympic quốc gia của Uganda được thành lập năm 1950 và được Ủy ban Olympic Quốc tế công nhận năm 1956.

## Bảng huy chương

### Huy chương tại các kỳ Thế vận hội Mùa hè
| 1896–1952             | không tham dự | không tham dự | không tham dự | không tham dự |
| Melbourne 1956        | 0             | 0             | 0             | 0             |
| Roma 1960             | 0             | 0             | 0             | 0             |
| Tokyo 1964            | 0             | 0             | 0             | 0             |
| Thành phố México 1968 | 0             | 1             | 1             | 2             |
| München 1972          | 1             | 1             | 0             | 2             |
| Montréal 1976         | không tham dự | không tham dự | không tham dự | không tham dự |
| Moskva 1980           | 0             | 1             | 0             | 1             |
| Los Angeles 1984      | 0             | 0             | 0             | 0             |
| Seoul 1988            | 0             | 0             | 0             | 0             |
| Barcelona 1992        | 0             | 0             | 0             | 0             |
| Atlanta 1996          | 0             | 0             | 1             | 1             |
| Sydney 2000           | 0             | 0             | 0             | 0             |
| Athens 2004           | 0             | 0             | 0             | 0             |
| Bắc Kinh 2008         | 0             | 0             | 0             | 0             |
| Luân Đôn 2012         | 1             | 0             | 0             | 1             |
| Rio de Janeiro 2016   | 0             | 0             | 0             | 0             |
| Tokyo 2020            | chưa diễn ra  |               |               |               |
| Tổng số               | 2             | 3             | 2             | 7             |

### Huy chương theo môn
| Điền kinh | 2 | 0 | 1 | 3 |
| Quyền Anh | 0 | 3 | 1 | 4 |
| Tổng số   | 2 | 3 | 2 | 7 |

## Các VĐV giành huy chương
| Huy chương | Tên VĐV           | Thế vận hội           | Môn thi đấu | Nội dung               |
| ---------- | ----------------- | --------------------- | ----------- | ---------------------- |
| Bạc        | Eridadi Mukwanga  | Thành phố México 1968 | Quyền Anh   | Hạng gà (nam)          |
| Đồng       | Leo Rwabwogo      | Thành phố México 1968 | Quyền Anh   | Hạng ruồi (nam)        |
| Vàng       | John Akii-Bua     | München 1972          | Điền kinh   | 400 mét vượt rào (nam) |
| Bạc        | Leo Rwabwogo      | München 1972          | Quyền Anh   | Hạng ruồi (nam)        |
| Bạc        | John Mugabi       | Moskva 1980           | Quyền Anh   | Hạng bán trung (nam)   |
| Đồng       | Davis Kamoga      | Atlanta 1996          | Điền kinh   | 400 mét (nam)          |
| Vàng       | Stephen Kiprotich | Luân Đôn 2012         | Điền kinh   | Marathon (nam)         |